# Charles Marie de La Condamine
Charles Marie de La Condamine, född 28 januari 1701 i Paris, död där 4 februari 1774, var en fransk matematiker och upptäcktsresande. Han deltog i en av två parallella gradmätningsexpedition som kom att fastställa att jorden är tillplattad vid polerna. Han kom att för första gången hemföra både curare samt bark av kinaträd – tidens enda verksamma medel mot malaria – till Europa.

## Biografi

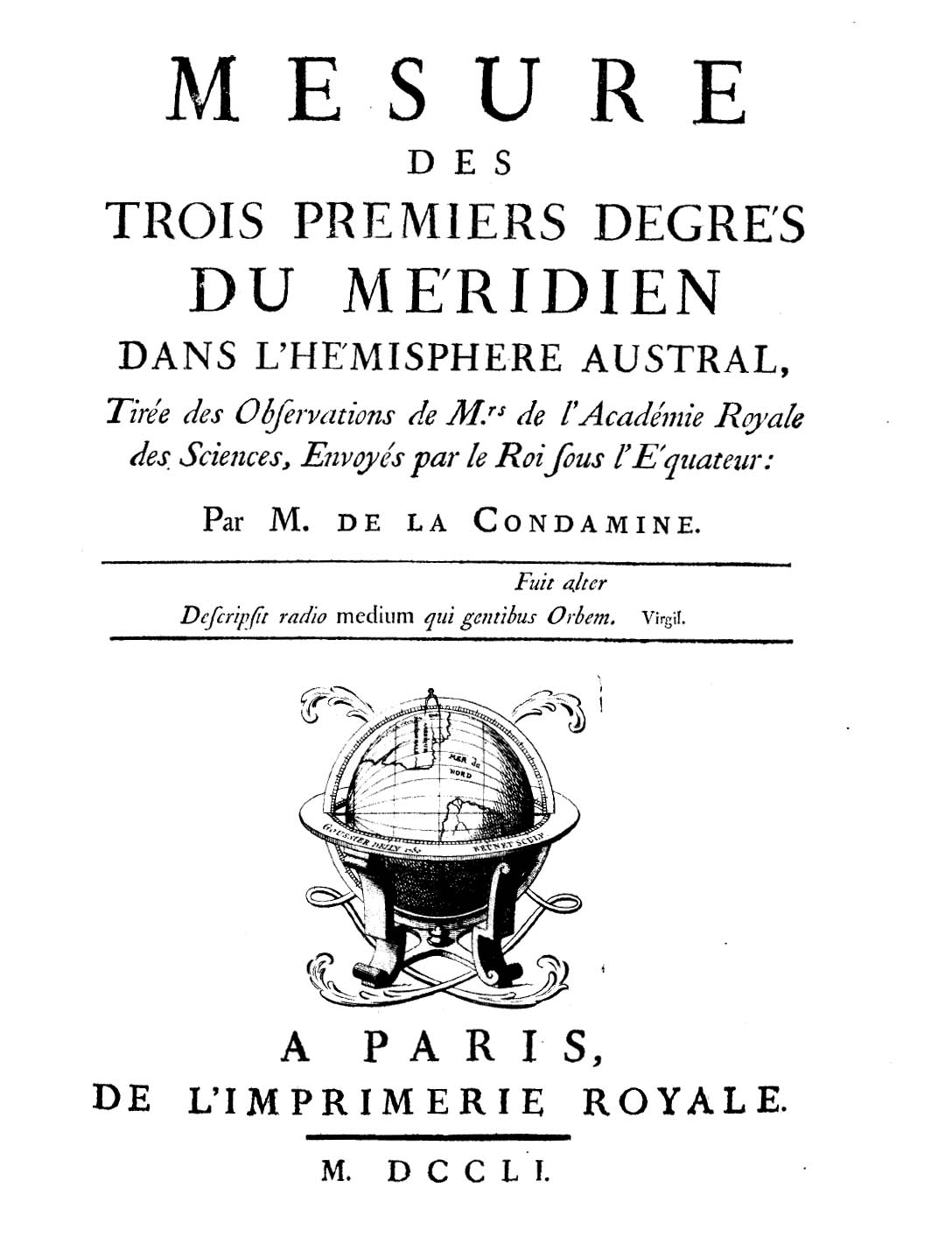
Mesure des trois premiers degrés du méridien dans l'hémisphere austral, 1751

La Condamine anställdes 1730 som adjunkt i kemi vid franska vetenskapsakademin. Han deltog tillsammans med Pierre Bouguer och expeditionsledaren Louis Godin i en gradmätningsexpedition som 1735 sändes ut till vicekungadömet Peru, där man skulle mäta längden av en meridiangrad under ekvatorn. I Quito i Ecuador, som då var del av vicekungadömet Peru, finns idag ett monument över gradmätningsexpeditionen.
Expeditionen kom att ta mycket längre tid än beräknat. Motsättningar utbröt vid ett antal tillfällen, och redan i Karibien – innan man nått expeditionsmålet Peru – lär Godin ha slösat bort större delen av expeditionens medel på amorösa utsvävningar. Mätningen av meridiangraden under ekvatorn gjordes med triangulering. Detta förutsatte bestigning av ett antal höga berg, en syssla som tog mer av de tre franska forskarnas krafter än tänkt.
Under hemfärden (1744) bereste han Amazonfloden och uppgjorde då den första kartan över denna som grundas på astronomiska uppmätningar (Rélation abrégée d'un voyage fait dans l'intérieur de l'Amérique méridionale, 1745). La Condamine var åter i Frankrike februari 1745, efter tio års bortavaro.
Från denna resa till Sydamerika medförde han för första gången curare till Europa. De vetenskapliga resultaten av gradmätningen meddelades i La figure de la terre (1749) och Mésure des trois premiers degrés du méridien dans l'hémisphère austral (1751).

## Övrigt
La Condamine var en ivrig förespråkare för att införa ett internationellt måttsystem och för obligatorisk skyddskoppsvaccinering. Han förstod de flesta europeiska språk och utgav flera avhandlingar. Under sina resor beskrev han flera växter för första gången.

## Botaniskt auktorsnamn
Auktorsnamnet Cond. kan användas för Charles Marie de La Condamine i samband med ett vetenskapligt namn inom botaniken; se Wikipediaartiklar som länkar till auktorsnamnet.

## Utmärkelser
Asteroiden 8221 La Condamine är uppkallad efter honom.